# Bajamontuša
Bajamontuša (Bajamontijeva fontana), nekadašnja monumentalna fontana u Splitu koja se do 1947. godine nalazila na rivi ispred Prokurativa. Postavljena je kao spomenik dolasku pitke vode u Split, a srušila ju je komunistička vlast dinamitom i maljevima 1947. godine.

## Povijest
Godine 1880. godine naručio je dr. Antonio Bajamonti, tada posljednju godinu splitski načelnik, u klesarskoj radionici F. Dall’Ara e Comp u Milanu veliku ukrasnu javnu fontanu, prema modelu padovanskoga kipara Luigija Ceccona, autora većeg broja skulptura i nekoliko javnih spomenika u sjevernoj Italiji, među kojima je najpoznatiji bio spomenik pjesniku Francescu Petrarci na Petrarkinu trgu u Padovi, otkriven 1874. godine. Ceccon je bio dobar talijanski kipar, u stoljeću koje je bilo doba istaknutog slikarstva, ali u kiparstvu nije dalo genijalna ostvarenja. Mnogobrojne sačuvane fotografije, a posebno nekoliko glava likova bivše fontane, sačuvanih u Muzeju grada Splita, svjedoče o kiparski istaknutim alegorijskim likovima fontane, zrelim realističkim ostvarenjima s vidljivim utjecajem antičke skulpture. Splitska je fontana bila jedna od najzapaženijih u tadašnjem višenacionalnom Austro-Ugarskom Carstvu.
U proljeće 1880. godine započeto je prikupljanje priloga za nabavu ukrasne fontane na splitskoj rivi, u samom gradu, ali i u drugim mjestima. Splićani — autonomaši i hrvatski narodnjaci — udruge, crkvene institucije, ukupno 1.322 građana i težaka gradskih predgrađa i više kolektiva — prikupilo je oko 20 000 forinti, a Split je tada imao tek oko 5.000 stanovnika u gradu i oko 9.000 u pučkim predgrađima. Među darovateljima bili su i austrijski arhitekt projektant obnove katedrale i zvonika u Splitu Alois Hauser i tada vrlo popularni skladatelj Franz von Suppè, rodom Splićanin.
»Monumentalna fontana« (nikada zvana »Bajamontijeva fontana« ni »Bajamontuša« — jer je sam Bajamonti odbio taj predloženi mu naziv) bila je u prvom redu naglašeni simbol dovođenja žive vode u grad, za Split, koji je rastao izgradnjom i stanovništvom, od presudnog čina. Stoga su i njezini bazeni i alegorijski likovi simbolizirali rijeku Jadro, Jadransko more i mitološka morska bića. Lik mladića na vrhu fontane, s rukom pruženom prema istoku, upućivao je na tada poželjno privredno usmjerenje Splita. 
Osobito je bila istaknuta urbanistička uloga splitske fontane, toga zapadnoga novijeg dijela splitske obale, kako u vizuri s istoka tako i sa sjevera, iz trga i građevnog sklopa Prokurativa.
Monumentalna fontana na splitskoj rivi ubrzo je postala vidljivi identitet Splita, predstavljana na većini razglednica grada.
Iako je voda s Jadra dovedena do fontane prije, fontana nije bila potpuno dovršena, jer je Antun Bajamonti pobjedom hrvatskih narodnjaka na općinskim izborima smijenjen s položaja gradonačelnika, a zatim je nova Općinska uprava nekoliko godina vodila s njime parnicu oko njegovih ulaganja u obnovu vodovoda i fontane, koje nije u cjelini priznavala zbog njegove površno vođene financijske administracije. Kada je to bilo uređeno, obavila je splitska hrvatska Općina 1885–86. završne radove na crpilištu vodovoda na izvoru Jadra i na samoj fontani.
Na kraju je postignut sporazum između Bajamontija i nove pohrvaćene Općine. Dana 15. prosinca 1888. potpisan je u Općini sporazum, a sutradan sastavljen »Zakladni spis«, u kojem se splitska Općina, među ostalim, obvezuje »da prima monumentalnu česmu... obvezujuć se da će je čuvati i uzdržavati bez da joj ikada išta doda, odvadi, preinači ili podmetne u kojem bilo dielu ili nuzgradno-sti, i da će na svoje troškove obavljati slučajne kvarove... izvršujuć iste popravke suglasno sa sadašnjim oblicima, a po priloženomu fotografičnom snimku«.
Dana 4. prosinca 1890. godine svečano je potekla voda fontanom. Otkrio ju je splitski načelnik Gajo Bulat.
Tri mjeseca zatim umro je Antun Bajamonti, idejni začetnik Monumentalne fontane, moralno i materijalno slomljen, napušten i od prijašnjih političkih istomišljenika, koji su mnogi, nakon pobjede Hrvata u dalmatinskim Općinama, od dalmatinskih autonomaša postajali protalijanski iredentisti.
Fontana na splitskoj rivi bila je više od pola stoljeća nedjeljivi vizualni i sadržajni dio Splita i Splićana. U vrijeme okupacije 1941–43. fašistički okupatori su je ideološki svojatali, gledajući u liktorskom svežnju na vrhu fontane (što je simbolizirao slogu svih građana u napretku Splita) simbol fašizma — koji je osnovan znatno nakon izrade fontane — ali jednako i komunisti nakon njih, pa su u udarničkoj akciji — 30. svibnja 1947. dinamitom i mlatovima porušili i potpuno uništili splitsku fontanu, osim desetak ulomaka što ih je spasio slikar Vjekoslav Parać, od kojih su neki sačuvani u Muzeju grada Splita i koji zorno svjedoče o likovnoj vrijednosti i plemenitom materijalu srušene fontane.